# Illes Oki
Les illes Oki (japonès: 隠岐諸島, Oki-shotō; 隠岐の島, Oki-no-shima, 隠岐群島, Oki-guntō) són un arxipèlag del mar del Japó. Les seves illes pertanyen administrativament al districte d'Oki de la prefectura de Shimane del Japó. Les illes tenen una superfície total de 346,1 km². L'arxipèlag conté unes 180 illes, tot i que només quatre estan habitades de manera permanent. Gran part de l'arxipèlag es troba dins dels límits del parc nacional de Daisen-Oki. A causa del seu patrimoni geològic, les illes Oki van ser declarades Geoparc Mundial per la UNESCO el setembre de 2013.

## Geologia
Les illes Oki són d'origen volcànic i són els cims erosionats de dos estratovolcans massius que daten fa aproximadament 5 milions d'anys, dels períodes Terciari i Quaternari.

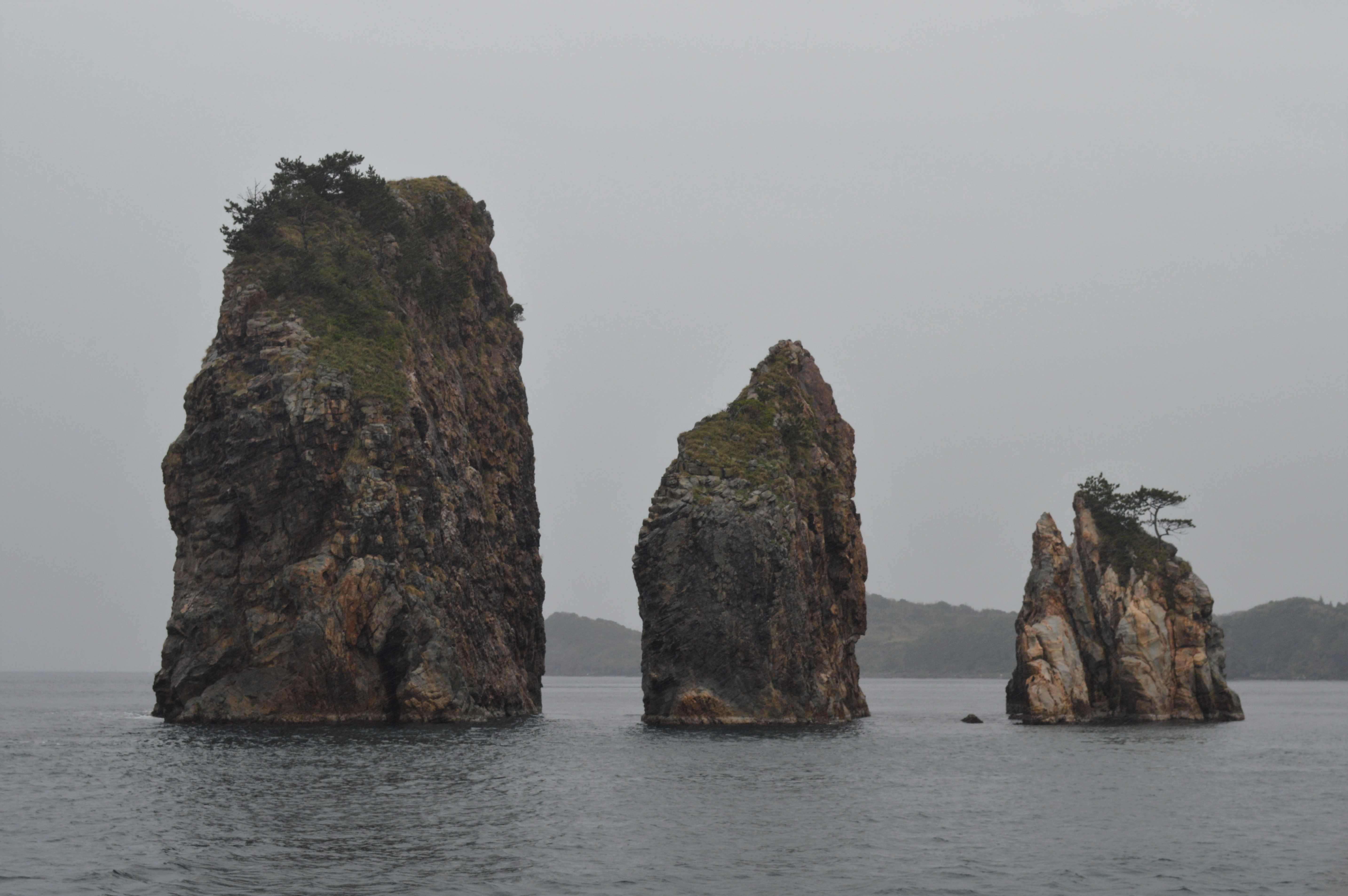
Roques de Saburo, a la localitat d'Ama.

Dōgo, a l'est, és l'illa més gran de l'àrea i té l'elevació més alta, el mont Daimanji, de 608 metres d'alçada. El grup d'illes Dōzen, a l'oest, són part d'una caldera volcànica antiga que es va col·lapsar, deixant tres illes grans (Nishinoshima, Nakanoshima i Chiburijima) i nombroses illes més petites i roques en una formació d'anell que envolta una llacuna central.
L'arxipèlag es troba a uns 40-80 quilòmetres al nord de la costa de Honshu en el seu punt més proper.

## Història
Les illes Oki han estat habitades des de l'era paleolítica japonesa. Els arqueòlegs hi han trobat nombrosos estris dels períodes Jōmon, Yayoi i Kofun, que indiquen una ocupació i activitat humana contínua.

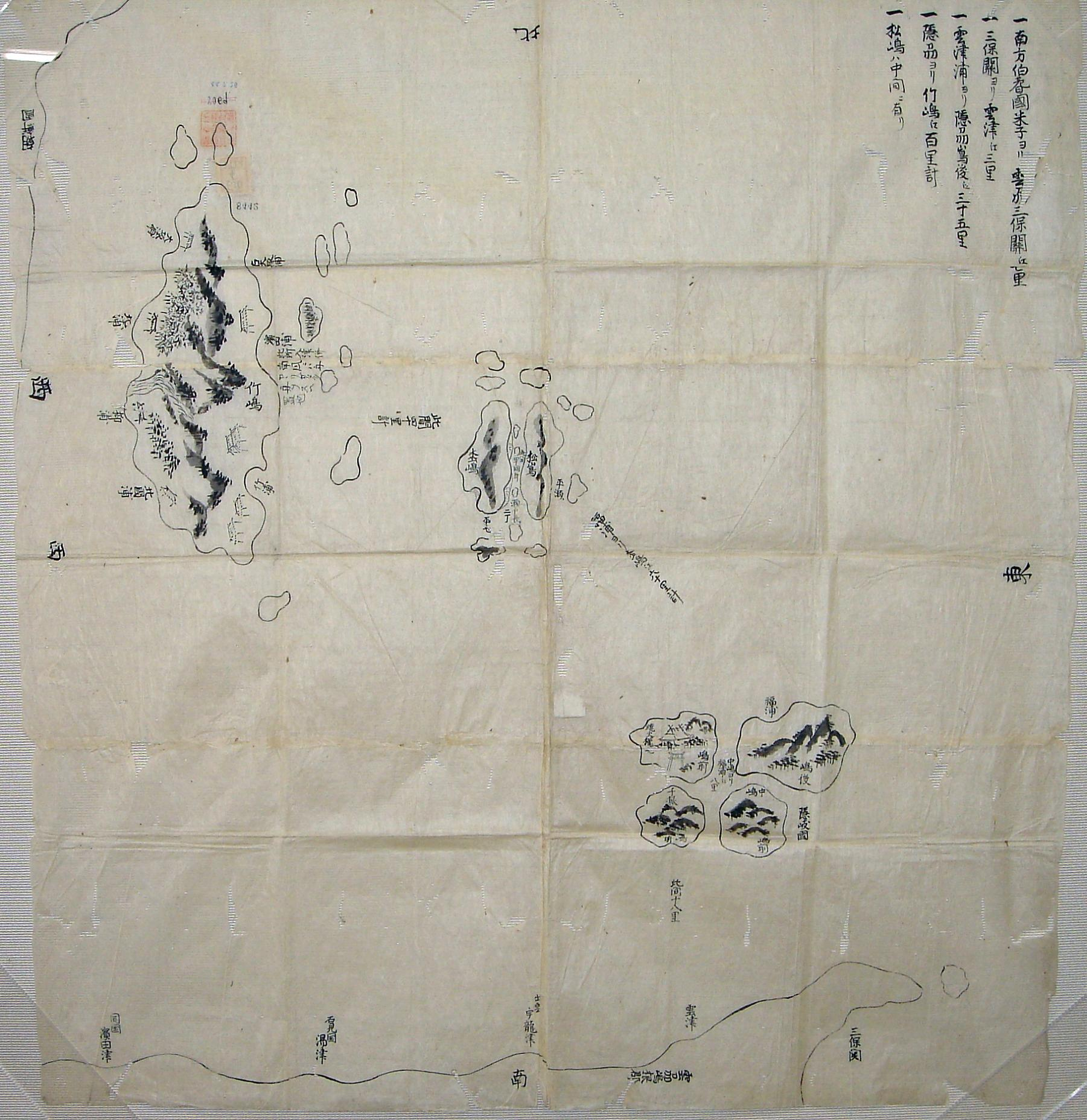
Un mapa japonès del 1724, amb les illes Oki a la part inferior dreta, les roques de Liancourt al centre i Ulleungdo a l'esquerra.

Les illes es van organitzar com a província d'Oki sota les reformes de Ritsuryō a la segona meitat del segle VII, i el nom "Oki-no-kuni" apareix als marcadors de fusta trobats a la capital imperial de Nara. Les illes s'esmenten a les cròniques Kojiki i Nihon Shoki del període Nara, i l'illa de Dōgo era la ubicació de la capital de l'antiga província d'Oki.
Durant el període Heian final, a causa de la seva llunyania, la província d'Oki va passar a ser coneguda com a lloc d'exili polític. El 1221, l'emperador Go-Toba va ser enviat a les Oki, on hi va morir exiliat;[5] El 1332, l'emperador Go-Daigo també va ser enviat a l'exili a les Oki, però més tard va aconseguir escapar i recuperar el control del país.

Des del període Kamakura, la província d'Oki va ser governada principalment pels shugo de la província d'Izumo. En el període Muromachi, va ser governada successivament pel clan Sasaki, el clan Yamana i el clan Kyōgoku. En el període Sengoku el clan Amago va ocupar aquesta província. Després de la caiguda dels Amago i l'establiment del shogunat Tokugawa, la província d'Oki va ser declarada domini tenryō sota el control directe del shōgun. El dàimio del domini Matsue, pertanyent al clan Matsudaira, en va ser nomenat governador.

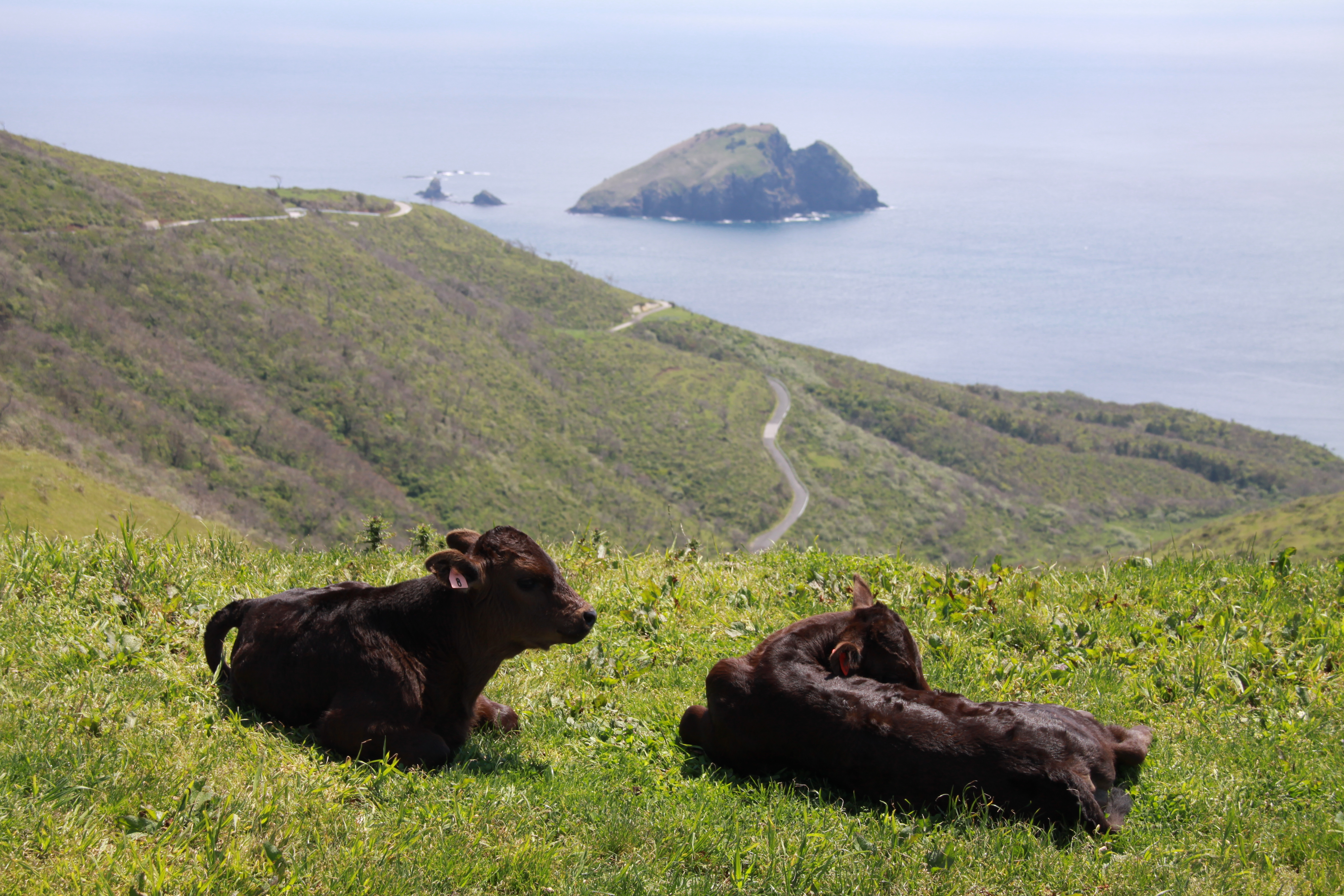
Chiburijima.

Tota la província tenia uns ingressos avaluats de només 18.000 koku, encara que els seus ingressos reals eren més propers als 12.000. La província va ser un port freqüent d'escala per als vaixells comercials costaners de la ruta Kitamaebune durant el període Edo.
Després de la Restauració de Meiji, la província d'Oki es va convertir en "Prefectura d'Oki" de febrer a juny de 1869. Després va ser adscrita a la prefectura de Tottori fins a 1876, quan va ser transferida finalment a la prefectura de Shimane.
El 1892 l'escriptor japonès Lafcadio Hearn va visitar les illes. Hi va passar un mes escrivint i en va plasmar les experiències a l'obra Mirades d'un Japó desconegut. Oki va rebre la visita del naturalista nord-americà Charles Henry Gilbert el 1906.

## Ecologia
Les illes han estat reconegudes com a Àrea important per a la conservació de les aus (AICA) per la BirdLife International perquè acullen poblacions de coloms japonesos.